# Whang-Od

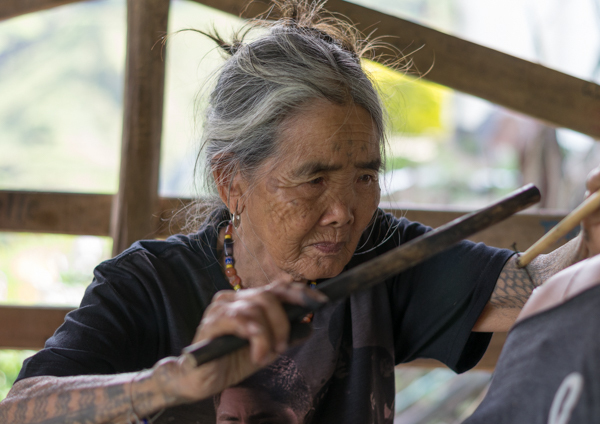
Whang-Od, 2016

Whang-Od (Maria Oggay) (* 17. Februar 1917 in Buscalan, Gemeinde Tinglayan) ist eine philippinische Tätowiererin, die mit ihrer traditionellen Kunst ab etwa 2008 einer breiten Öffentlichkeit bekannt wurde.

## Leben

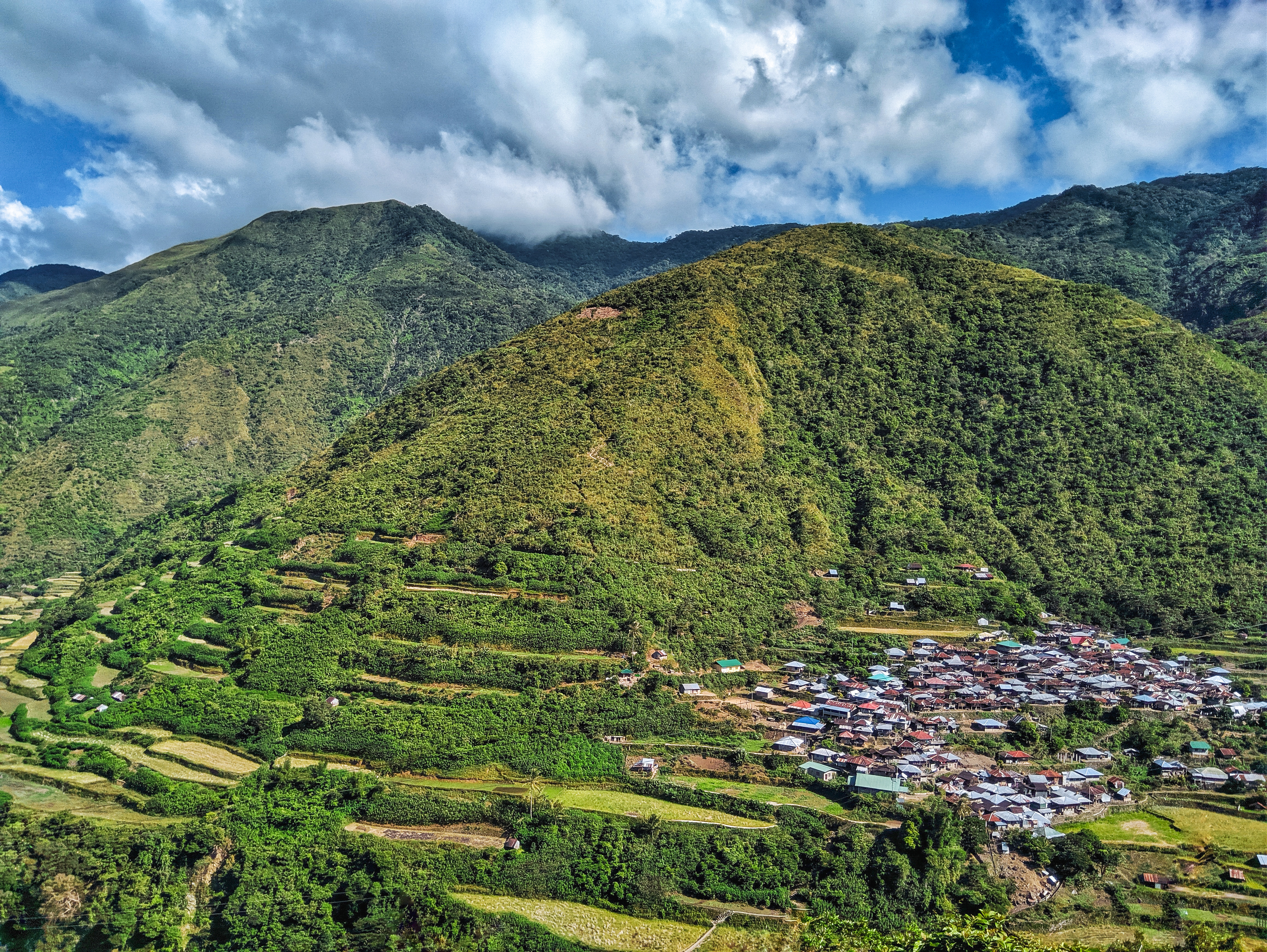
Buscalan mit Reisterrassen

Whang-Od wurde 1917 in Buscalan in der Gemeinde Tinglayan in der Provinz Kalinga im Norden der Philippinen geboren. Buscalan ist ein von Reisterrassen und hügeliger Landschaft umgebenes abgelegenes Bergdorf, etwa 430 Kilometer nördlich von Manila. Sie ist Angehörige der Igorot (auch Cordillerano), eines indigenen Volkes, das auf der philippinischen Insel Luzon lebt. Sie fertigt seit ihrer Jugend philippinische Stammestätowierungen (Batok), eine bis in die vorkoloniale Zeit der Philippinen zurückreichende Tradition, die vor allem von den Kopfjägerstämmen der nördlichen Kordilleren Luzons praktiziert wurde. Ab dem Alter von 15 oder 16 wurde sie von ihrem Vater in der Tätowierkunst ausgebildet. Traditionell wird dieses Wissen nur an Blutsverwandte weitergegeben. Als erste und einzige weibliche „Mambabatok“ genannte Tätowiererin tätowierte Whang-Od zu dieser Zeit in ihrem eigenen und auch entfernt gelegenen Dörfern Personen im Rahmen von Initiations-, Aufnahme- und Übergangsriten.
Junge Männer wurden beispielsweise mit überlieferten Mustern an Brust und Armen als Kopfjäger in die Gemeinschaft aufgenommen, begleitet von rituellen Gesängen, Frauen wurden aus Gründen der Fruchtbarkeit und Verschönerung tätowiert. Die überlieferten, ausgeprägten, symmetrischen Muster der Kalinga-Tattoos sind meist Abstraktionen aus Tier- oder Naturmotiven (unter anderem Sonne, Berge, Reisterrassen, Tausendfüßler, Pythons, Krabben und Falken) als Symbole für Schönheit, Reichtum und Stärke, waren aber auch Zeichen sozialer Zugehörigkeit und Zeugnisse persönlicher Kämpfe und Triumphe. Daneben erfüllte die „Mambabatok“ soziale Aufgaben, gab Rat bei Problemen, konnte weissagen und durch Tätowierungen Hilfe bei Unfruchtbarkeit oder Krankheit leisten. Das ausgewählte Motiv oder Muster wird mit Tinte auf der Haut vorgezeichnet. Die aus einer Mischung aus Wasser, Ruß und Kohle gewonnene Tinte wird mit Hilfe eines an einem Bambusstock befestigten Pflanzendorns in die Haut gebracht. Dazu wird mit einem zweiten Stock bis zu einhundertmal in der Minute auf den ersten Stock geklopft.
Da die Kopfjagd verboten wurde, hat Whang-Od mehr Frauen als Krieger tätowiert. Whang-Od selbst trägt ebenfalls seit ihrer Jugend die „Batoks“ genannten Tätowierungen am Oberkörper und auf den Armen. Im Gegensatz zur Mehrheit der philippinischen Bevölkerung spricht sie weder Tagalog noch Englisch, sondern nur ihre Muttersprache Kalinga und Ilocano. Sie lebt immer noch in ihrem Geburtsdorf Buscalan.

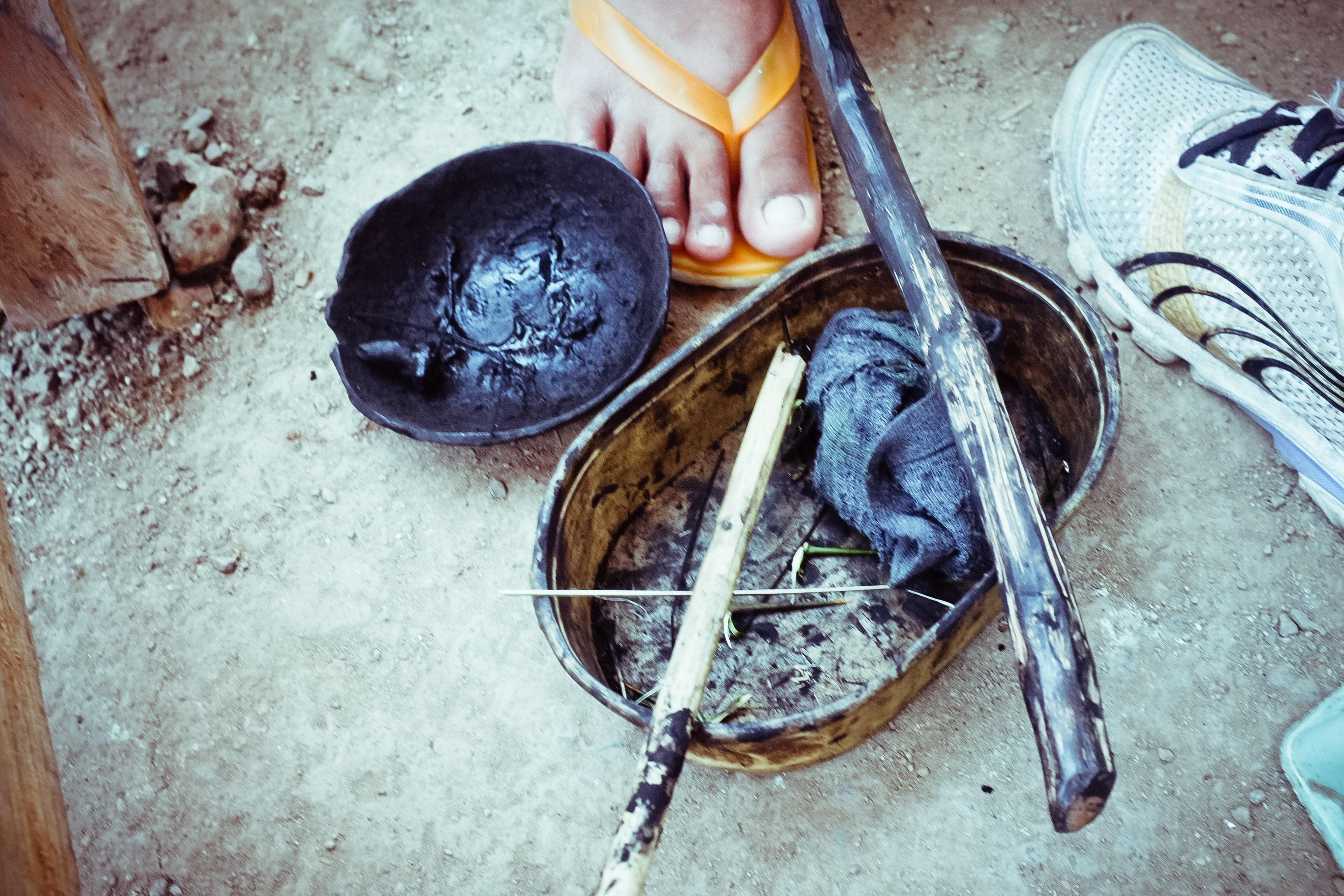
Whang-Ods Werkzeuge
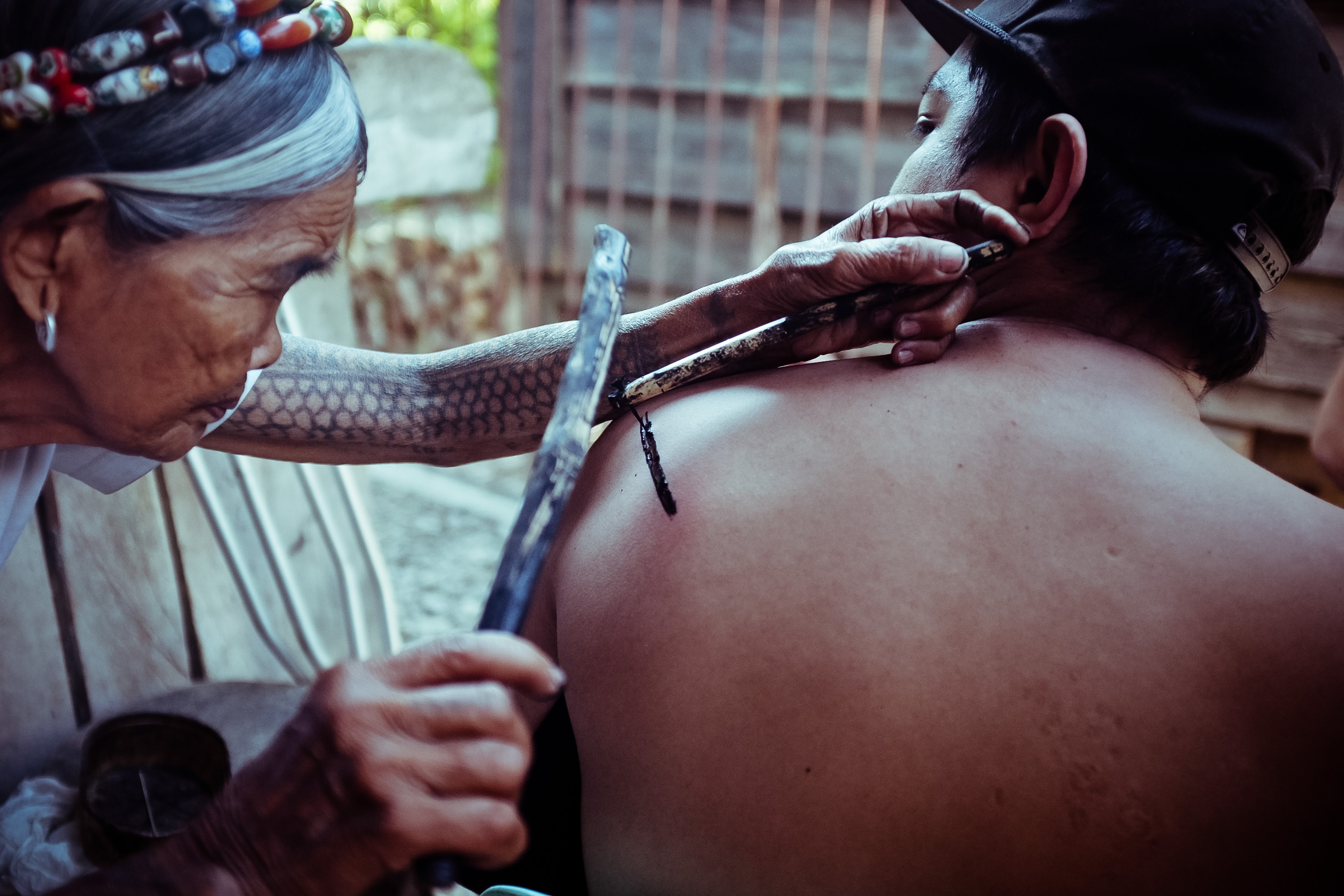
Whang-Od beim Tätowieren
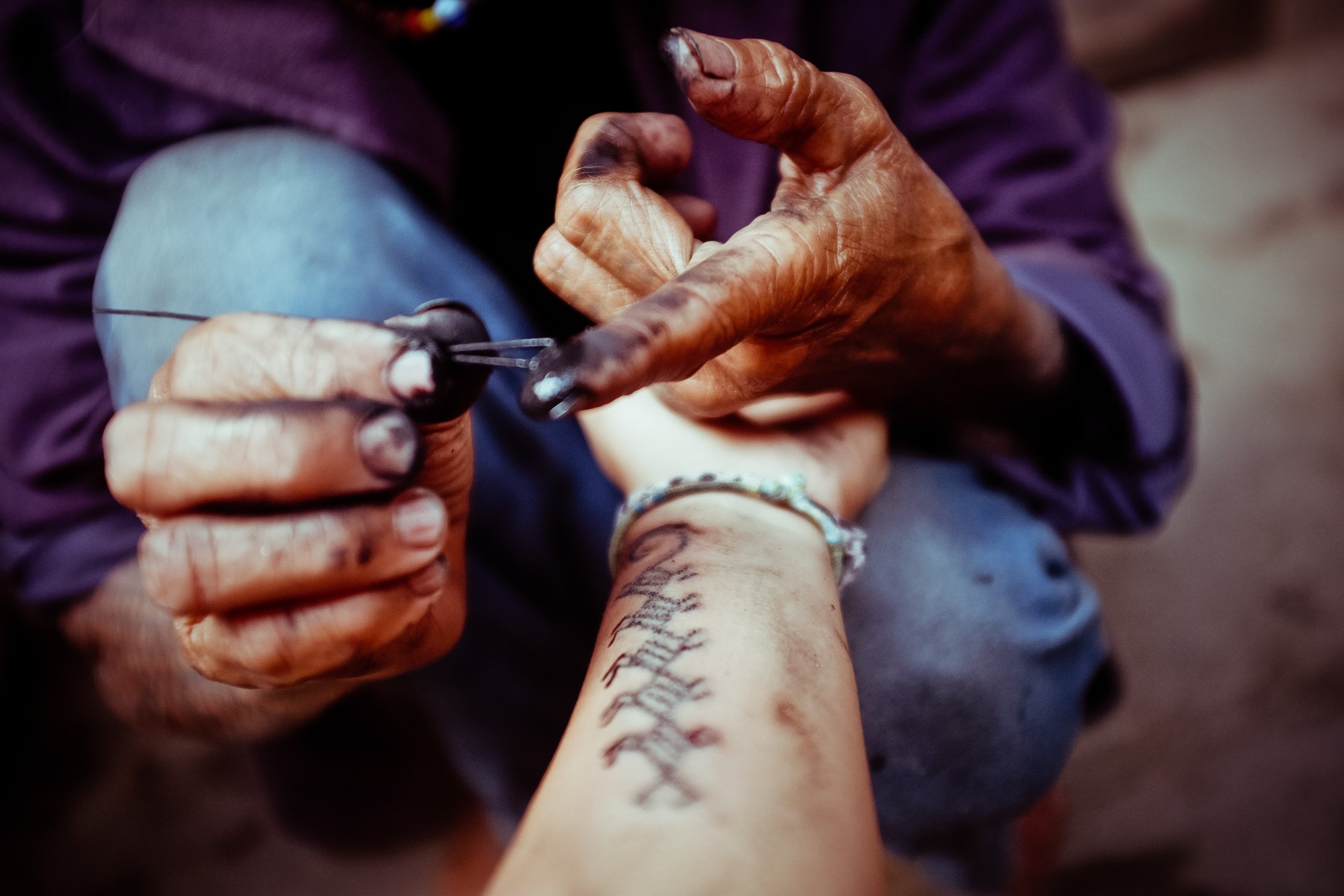
2013
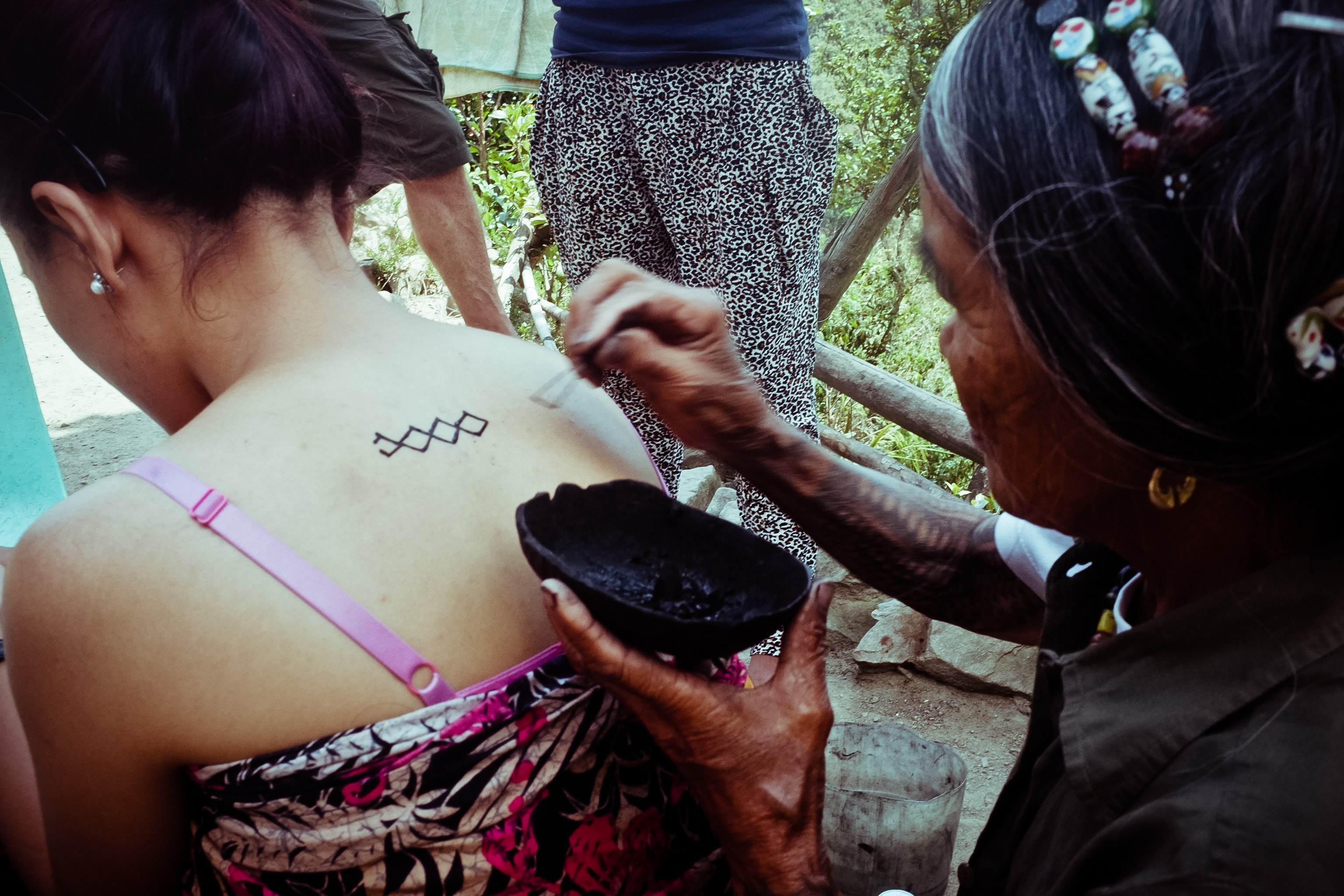
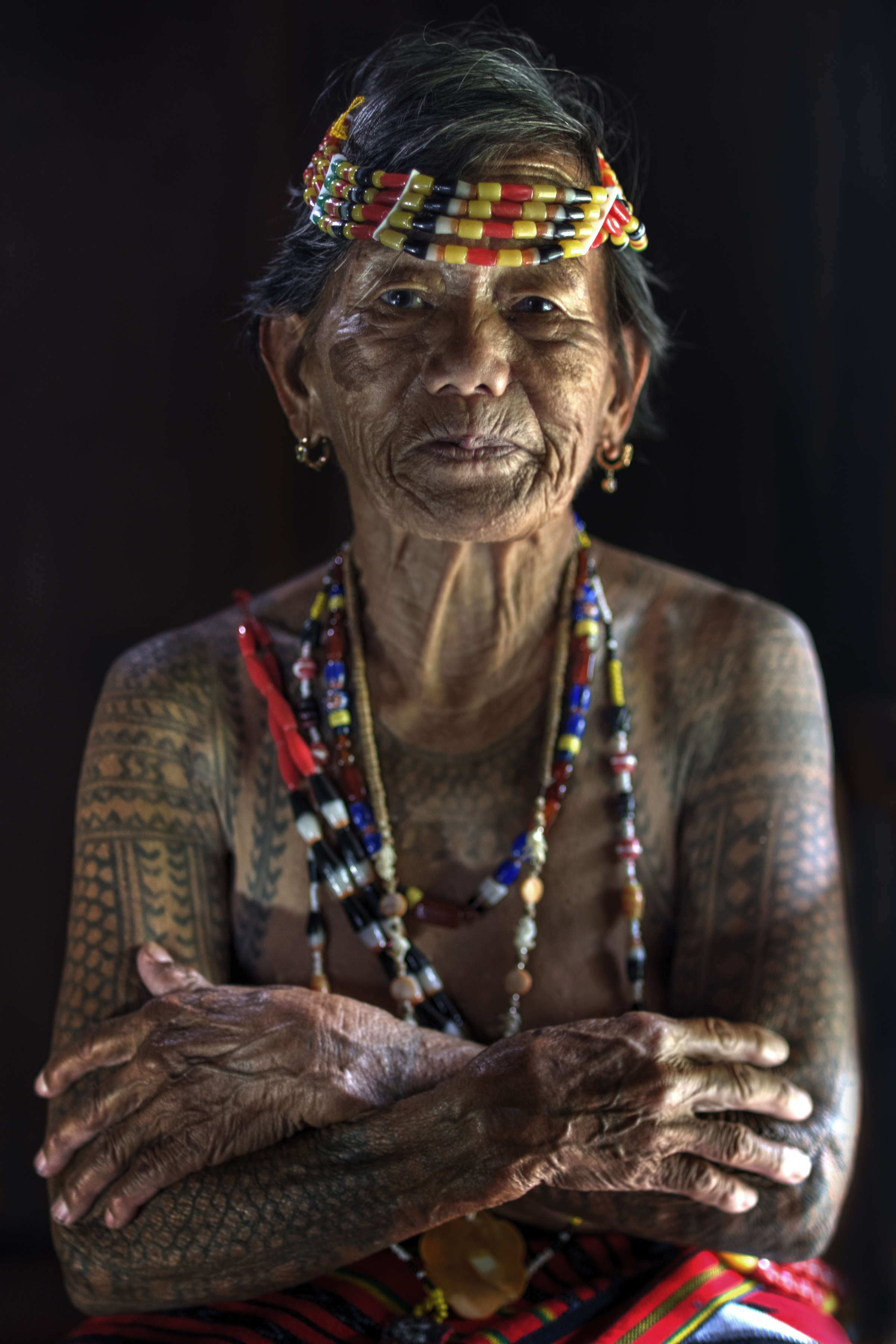
Tätowierte Dorfbewohnerin

Die Tradition ist unter den Angehörigen der Kalinga fast ausgestorben. Die Sozialanthropologin Analyn Ikin V. Salvador-Amores vermutet als Hauptgrund einerseits das Verbot bzw. die Ächtung von Tätowieren, Stammeskriegen und Kopfjagd durch die Regierung und die katholische Kirche in den 1960er Jahren und andererseits die wachsende formale Bildung der Kalinga. Auch die Sichtweise auf stark tätowierte Menschen änderte sich, sie galten als mit einem gewissen Stigma behaftet und wurden als Kriminelle oder abweichende Mitglieder der Gesellschaft angesehen. Dies alles führte dazu, dass die jüngere Generation diese bestimmte kulturelle Praxis nicht mehr fortführte.
Ab 2007 erfuhr die traditionelle Tätowierkunst und Whang-Od internationale Bekanntheit, als sie den US-amerikanischen Anthropologen und Fotografen Lars Krutak kennenlernte, der im Rahmen seiner Forschungen über Tattoos und deren kulturellen Hintergrund für seine Discovery-Channel-Serie Tattoo Hunter nach Buscalan gereist war.

## Öffentliche Wahrnehmung und Entwicklung

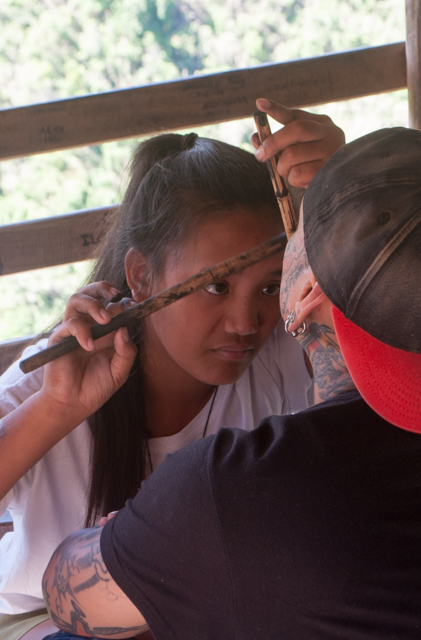
Grace Palicas, 2016

Nachdem der Anthropologe Lars Krutak sie für seinen Dokumentarfilm gefilmt hatte, wurde Whang-Od in der New York Times und der BBC vorgestellt und ihre Arbeiten wurden in Museen in Paris und Toronto ausgestellt. Neben Journalisten begannen auch ausländische Reisende und Touristen das Dorf zu besuchen, um sich tätowieren zu lassen. Die Tätowierung bekannter philippinischer Filmschaffender, wie Rhian Ramos und anderer trugen zu ihrer Bekanntheit bei.
Von Lars Krutak erschien 2010 das Buch Kalinga Tattoo: Ancient and Modern Expressions of the Tribal, in dem im Kapitel „Die letzte Meisterin der Kalinga-Tätowierung“ Leben und Werk von Whang-Od beschrieben werden. 2017 wurde der Bildband The Last Tattooed Women of Kalinga des Fotografen Jake Verzosa veröffentlicht, der zwischen 2009 und 2013 im Gebiet der Philippinische Kordilleren die letzte Generation von traditionell tätowierten Frauen fotografisch dokumentierte. Darunter befinden sich auch Porträts von Whang-Od. Im April 2023 war ein Foto von Whang-Od das Cover der Vogue Philippines, die eine Reportage über sie veröffentlichte. Mit damals 106 Jahren ist sie die älteste Person, die je auf dem Cover der Vogue abgebildet wurde.
Da Whang-Od unverheiratet blieb und keine Kinder hat, unterrichtete sie erst ihre damals zehnjährige Großnichte Grace Palicas (* 1997 oder 1998) und ab 2015 auch ihre Großnichte Elyang Wigan im Tätowieren, die ihr helfen, die steigende Nachfrage zu bewältigen. Die Sozialanthropologin Analyn Ikin V. Salvador-Amores gibt zu bedenken, dass trotz ihrer potenziellen Nachfolgerinnen Whang-Od immer noch die letzte Mambabatok des Dorfes sei, „mit der wahrscheinlich die indigenen Gesangs- und Wahrsagetraditionen sowie die tiefere symbolische Bedeutung, die mit jedem Design verbunden ist“, verloren gehen werden, da nur das technische Können weitergegeben würde. Was einst ein ortsbezogenes Ritual war, habe sich in eine kommerzialisierte Praxis verwandelt. Andererseits tragen die wachsende Bekanntheit und Beliebtheit zum Erhalt der Tradition bei, wenn auch mit sich wandelnder Bedeutung.

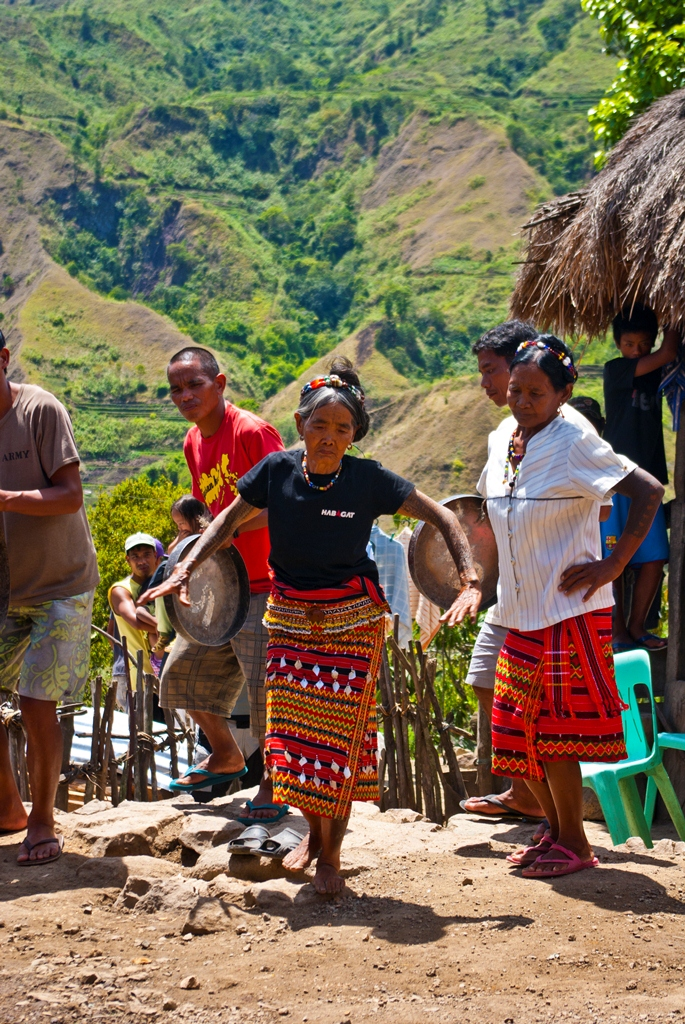
Whang-Od, 2013

In Folge des wachsenden Besucherstroms begann sich die Infrastruktur des Dorfes, das etwa 200 Haushalte umfasst, grundlegend zu ändern. Haupteinnahmequelle des Dorfes ist nicht mehr die Landwirtschaft, sondern der Tourismus mit Touristenführern, Trägern, etwa dreißig schlichten Übernachtungsmöglichkeiten, Geschäften, Souvenirshops und Restaurants. Die Einnahmen aus dem Tourismus ermöglichen den Dorfbewohnern den Bau von Häusern aus Beton mit Sanitäranlagen und Abwasser-System. Darüber hinaus können Familien den Kindern und Jugendlichen den Besuch weiterführender Schulen und Universitäten ermöglichen.

## Ehrungen
Die Nationale Kommission für Kultur und Kunst (NCCA) verlieh Whang-Od 2018 in Tabuk City, der Hauptstadt der Provinz Kalinga, den nationalen Kulturerbe-Preis Dangal ng Haraya Award. Die erstmals im Jahr 2001 verliehene nationale Auszeichnung für immaterielles Kulturerbe wird an Personen verliehen, die einen nachhaltigen Einfluss und einen bedeutenden Beitrag zur Kultur und Kunst des Landes geleistet haben. Sie erhielt die Auszeichnung als eine der „anerkanntesten und angesehensten Meistertätowiererinnen“ der Philippinen, die durch ihren Beitrag dafür gesorgt habe, dass der „indigenen Praxis des Tätowierens und der philippinischen Kultur im Allgemeinen mehr Aufmerksamkeit geschenkt würde“.

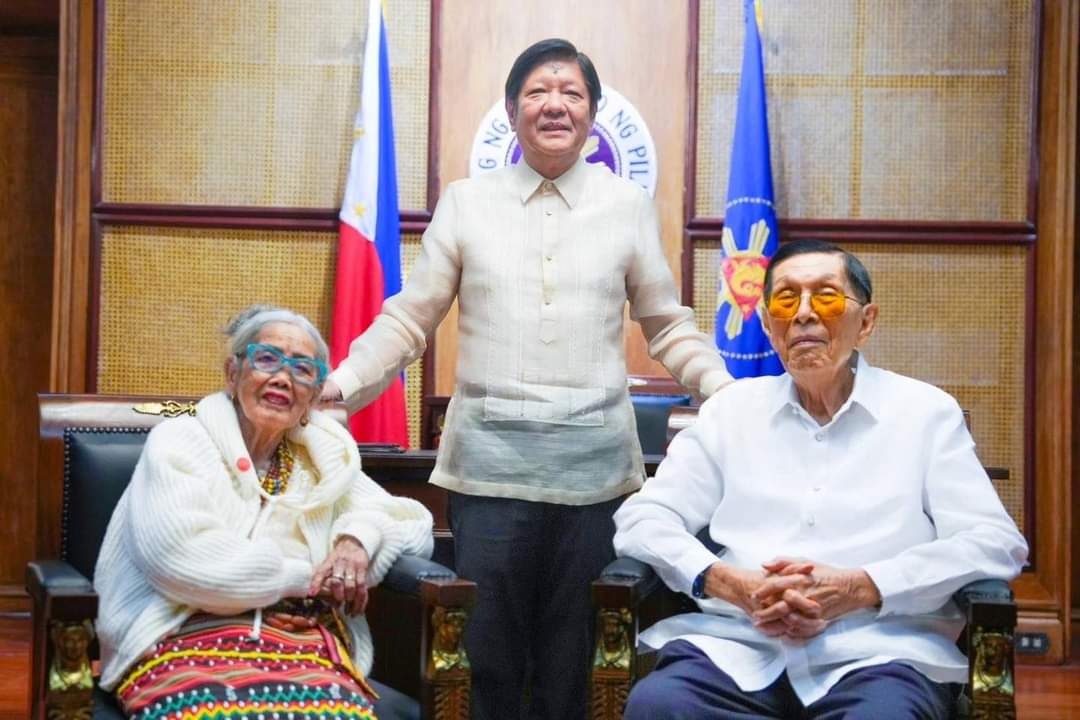
Whang-Od bei der Verleihung der Verdienstmedaille, 2024

Außerdem wurde Whang-Od 2015 von der philippinischen Senatorin Miriam Defensor Santiago und 2017 vom philippinischen Senat für den Gawad sa Manlilikha ng Bayan (GAMABA) vorgeschlagen. Die Auszeichnung wird von der Regierung an philippinische Künstlerinnen und Künstler für ihre Beiträge zum immateriellen Kulturerbe des Landes verliehen, die sich mit einer traditionellen, ausschließlich philippinischen Kunst beschäftigen, deren besondere Fähigkeiten ein hohes Niveau technischer und künstlerischer Exzellenz erreicht haben und an die heutigen Generationen weitergegeben werden. Im Jahr 2024 wurde ihr vom philippinischen Präsidenten Ferdinand Marcos Jr. die Verdienstmedaille Pampanguluhang Medalya ng Merito verliehen.